# Saison 1960-1961 de la LAH
Saison précédente Saison suivante
La saison 1960-1961 de la Ligue américaine de hockey est la 25e saison de la ligue durant laquelle sept équipes jouent chacune 72 matchs. Le Match des étoiles n'est plus joué et ne fait sa réapparition qu'en 1995.
Les Indians de Springfield, pour la deuxième année consécutive, remportent la saison régulière et gagnent la Coupe Calder.

## Saison régulière

### Classement
| Clt   | Équipe                 | PJ | V  | D  | N | BP  | BC  | Pts |
| ----- | ---------------------- | -- | -- | -- | - | --- | --- | --- |
| +001, | Indians de Springfield | 72 | 49 | 22 | 1 | 344 | 206 | 99  |
| +002, | Bears de Hershey       | 72 | 36 | 32 | 4 | 218 | 210 | 76  |
| +003, | Barons de Cleveland    | 72 | 36 | 35 | 1 | 231 | 234 | 73  |
| +004, | Bisons de Buffalo      | 72 | 35 | 34 | 3 | 259 | 261 | 73  |
| +005, | Americans de Rochester | 72 | 32 | 36 | 4 | 261 | 244 | 68  |
| +006, | As de Québec           | 72 | 30 | 39 | 3 | 217 | 267 | 63  |
| +007, | Reds de Providence     | 72 | 26 | 46 | 0 | 225 | 333 | 52  |

- En gras : qualifiés pour les séries

### Meilleurs pointeurs
| Joueur        | Équipe                 | PJ | B  | A  | Pts | Pun |
| ------------- | ---------------------- | -- | -- | -- | --- | --- |
| Bill Sweeney  | Indians de Springfield | 70 | 40 | 68 | 108 | 26  |
| Phil Maloney  | Bisons de Buffalo      | 71 | 37 | 65 | 102 | 27  |
| Bruce Cline   | Indians de Springfield | 72 | 40 | 52 | 92  | 13  |
| Brian Kilrea  | Indians de Springfield | 70 | 20 | 67 | 87  | 47  |
| Bill McCreary | Indians de Springfield | 72 | 33 | 54 | 87  | 26  |
| Larry Wilson  | Bisons de Buffalo      | 72 | 30 | 54 | 84  | 62  |
| Jim Anderson  | Indians de Springfield | 72 | 43 | 38 | 81  | 18  |
| Dick Gamble   | Bisons de Buffalo      | 72 | 40 | 36 | 76  | 18  |
| Billy Dea     | Bisons de Buffalo      | 72 | 35 | 39 | 74  | 10  |
| Hank Ciesla   | Americans de Rochester | 70 | 30 | 44 | 74  | 23  |

## Séries éliminatoires

### Organisation
- Le premier de la saison régulière rencontre le troisième.
- Le deuxième rencontre le quatrième.
- Les vainqueurs s'affrontent en finale pour le gain de la coupe Calder[2].

### Tableau
|  | Premier tour | Premier tour |             |   | Finale | Finale |
|  | Premier tour | Premier tour |             |   | Finale | Finale |
|  |              |              |             |   |        |        |
|  |              |              |             |   |        |        |
|  |              |              |             |   |        |        |
|  | Springfield  | 4            |             |   |        |        |
|  | Springfield  | 4            |             |   |        |        |
|  | Cleveland    | 0            |             |   |        |        |
|  | Cleveland    | 0            | Springfield | 4 |        |        |
|  |              |              | Springfield | 4 |        |        |
|  |              | Hershey      | 0           |   |        |        |
|  | Hershey      | Hershey      | 0           | 3 |        |        |
|  | Hershey      |              |             | 3 |        |        |
|  | Buffalo      | 1            |             |   |        |        |
|  | Buffalo      | 1            |             |   |        |        |

## Trophées

### Trophées collectifs
| Coupe Calder : Vainqueurs des séries                        | Indians de Springfield |
| Trophée F.-G.-« Teddy »-Oke : Champions de saison régulière | Indians de Springfield |

### Trophées individuels
| Trophée Les-Cunningham : Meilleur joueur de la saison                                 | Phil Maloney (Bisons de Buffalo)       |
| Trophée John-B.-Sollenberger : Meilleur pointeur                                      | Bill Sweeney (Indians de Springfield)  |
| Trophée Dudley-« Red »-Garrett : Meilleure recrue                                     | Chico Maki (Bisons de Buffalo)         |
| Trophée Eddie-Shore : Meilleur défenseur de la saison                                 | Bob McCord (Indians de Springfield)    |
| Trophée Harry-« Hap »-Holmes : Gardien ayant la plus petite moyenne de buts encaissés | Marcel Paillé (Indians de Springfield) |